# Andsko sveučilište (Venezuela)
Andsko sveučilište (kastiljanski/španjolski: La Universidad de Los Andes, kratica: ULA), javno je i autonomno sveučilište u Venezueli, u pokrajini Los Andes. Sjedište i rektorat su u gradu Méridi. Osnovao ga je katolički biskup Méride, Juan Ramos de Lora 29. ožujka 1785. godine kao "Kraljevski sjemenišni kolegij sv. Bonaventure Méridskog" (kastiljanski: Reál Colegio Seminario de San Buenaventura de Mérida). Poslije je izdignuta na razinu sjemeništa te na kraju na razinu sveučilišta 21. rujna 1810. ukazom pokrajinske Junte Gubernative španjolske krune.
Krilatica je Initium Sapientiae timor domini. Po stanju iz 2006. godine, pohađa ga 54.000 studentata. Rektorsku dužnost obnaša (stanje iz rujna 2011.) Mario Bonucci Rossini. 
Sveučilište se nalazi u trima saveznim državama: Méridi, Táchiri i Trujillu. Sveučilišne boje su plava i bijela.

## Vanjske poveznice
- Službene stranice (1)  Arhivirana inačica izvorne stranice od 4. prosinca 2011. (Wayback Machine)
- Službene stranice (2)